# Apple Inc.
Apple  Inc.  je ameriško podjetje, ki proizvaja tablične in osebne računalnike z lastnim operacijskim sistemom, pametne telefone, mobilne predvajalnike glasbe in razne spletne storitve. Apple velja za največje podjetje za informacijsko tehnologijo po prihodkih (skupaj 274,5 milijarde dolarjev v letu 2020). Od leta 2021 je Apple četrti največji prodajalec osebnih računalnikov  in četrti največji proizvajalec pametnih telefonov. Je eno izmed petih največjih ameriških podjetij za informacijsko tehnologijo. Sedež podjetja je na Infinite Loop 1 v mestu Cupertino, Kalifornija. 

## Zgodovina
Apple so leta 1976 ustanovili Steve Jobs, Steve Wozniak in Ronald Wayne. Leta 1977 so razvili mikroračunalnik Apple II, ki je postal zelo uspešen pri domačih uporabnikih, leta 1983 pa prvi komercialno uspešen osebni računalnik, ki je uporabljal grafični uporabniški vmesnik Apple Lisa, deloma navdihnjen z računalnikom Xerox Alto.
Leta 1984 so pri Applu predstavili računalnik Apple Macintosh (imenovan tudi Mac) s prvo uspešno komercialno uporabo grafičnega vmesnika, danes značilnega za praktično vse večje operacijske sisteme, od Windows XP do Unixu podobnih sistemov, ki uporabljajo X Window System namizna okolja kot KDE in GNOME. Leta 1985 je Steve Wozniak zapustil Apple, medtem ko je Jobs odstopil, da bi ustanovil NeXT.
Leta 2005 so postali poslovni partnerji z Intelom in tako svojo strojno opremo približali osebnim računalnikom. Od leta 2005 lahko tako Applovi računalniki poganjajo tudi operacijski sistem Windows.
Od leta 2007 dalje je Apple znan proizvajalec računalniške strojne in programske opreme. Med bolj znane sodijo MacBook, iMac, iPod, iPhone in iPad. Pri Apple poleg lastnega operacijskega sistema Mac OS X razvijajo tudi glasbeni program iTunes in vodijo istoimensko trgovino.
Leta 2011 je Steve Jobs zaradi  zdravstvenih razlogov odstopil in dva meseca pozneje umrl. Na mestu izvršnega direktorja ga je nasledil Tim Cook.